# كريس فيلان
كريس فيلان (بالإنجليزية: Chris Phelan)‏ هو لاعب دوري الرغبي أسترالي، ولد في 12 ديسمبر 1955 في Borris-in-Ossory ‏ في جمهورية أيرلندا.